# Gran Premio de Suiza de Motociclismo de 1952
El Gran Premio de las Naciones de Motociclismo de 1952 fue la primera prueba de la temporada 1952 del Campeonato Mundial de Motociclismo. El Gran Premio se disputó el 17 y 18 de mayo de 1952 en el Circuito de Bremgarten.

## Resultados 500cc
Casi todos los favoritos se retiraron en la carrera de 500 cc, por lo que la nueva AJS E95 refrigerado por agua fue un gran éxito con una victoria para Jack Brett y el segundo lugar para Bill Doran. Carlo Bandirola ocupó el tercer lugar con la MV Agusta 500 4C, al que finalmente se le había dado un sistema de transmisión por cadena y una horquilla delantera Earles ante la insistencia de Les Graham. En la carrera, Geoff Duke tomó la delantera, por delante de Les Graham, Jack Brett y Rod Coleman. Muchos motociclistas abandonaron y en la vuelta 22 Bill Doran lideraba la carrera, con Dave Bennett segundo y Jack Brett tercero. La gasolina también le costó la victoria a Graham, cuya máquina no arrancó después de una parada en boxes. Al final de la vuelta 27, Dave Bennett murió en un accidente al chocarse contra un árbol en una pugna contra Doran y Brett.
| Pos.    | Piloto                | Equipo     | Tiempo/Retirado | Puntos |
| ------- | --------------------- | ---------- | --------------- | ------ |
| 1       | Jack Brett            | AJS        | 1h 21' 03" 0    | 8      |
| 2       | Bill Doran            | AJS        | +20" 6          | 6      |
| 3       | Carlo Bandirola       | MV Agusta  | +1' 28" 4       | 4      |
| 4       | Nello Pagani          | Gilera     | +2' 01" 8       | 3      |
| 5       | Rod Coleman           | AJS        | +2' 28" 1       | 2      |
| 6       | Ray Amm               | Norton     | +1 Vuelta       | 1      |
| 7       | Libero Liberati       | Gilera     | +1 Vuelta       |        |
| 8       | Syd Lawton            | Norton     | +2 Vueltas      |        |
| 9       | Willy Lips            | Norton     | +2 Vueltas      |        |
| 10      | Friedel Schön         | Horex      | +2 Vueltas      |        |
| 11      | Hans Wirz             | Triumph    | +3 Vueltas      |        |
| 12      | James William Beevers | Norton     | +3 Vueltas      |        |
| 13      | Massimo Forster       | Norton     | +3 Vueltas      |        |
| 14      | Carletto Bellotti     | Moto Guzzi | +4 Vueltas      |        |
| Ret     | Reg Armstrong         | Norton     | Ret             |        |
| Ret     | David Bennett         | Norton     | Ret (†)         |        |
| Ret     | Geoff Duke            | Norton     | Ret             |        |
| Ret     | Leslie Harris         | Norton     | Ret             |        |
| Ret     | Umberto Masetti       | Gilera     | Ret             |        |
| Ret     | Leslie Graham         | MV Agusta  | Ret             |        |
| Ret     | Alfredo Milani        | Gilera     | Ret             |        |
| Ret     | Jost Albisser         | Rudge      | Ret             |        |
| Ret     | Werner Gerber         | Horex      | Ret             |        |
| Ret     | Bob Matthews          | Norton     | Ret             |        |
| Ret     | Sidney Mason          | Norton     | Ret             |        |
| Fuente: |                       |            |                 |        |

## Resultados 350cc
En la carrera de 350cc, Geoff Duke terminó casi un minuto por delante de Rod Coleman, que estrenaba la nueva AJS 7R3, y dos minutos por delante de su propio compañero de equipo Reg Armstrong.
| Pos. | Piloto            | Equipo    | Tiempo/Retirado | Puntos |
| ---- | ----------------- | --------- | --------------- | ------ |
| 1    | Geoff Duke        | Norton    | 1:02:13.6       | 8      |
| 2    | Rod Coleman       | AJS       | +53.0           | 6      |
| 3    | Reg Armstrong     | Norton    | +2:02.1         | 4      |
| 4    | Jack Brett        | AJS       | +2'10"2         | 3      |
| 5    | Syd Lawton        | AJS       | +2'17"6         | 2      |
| 6    | Ray Amm           | Norton    | +2'29"1         | 1      |
| 7    | Ken Kavanagh      | Norton    | +2'39"2         |        |
| 8    | Walter Wanner     | AJS       | + 1 Vuelta      |        |
| 9    | Paul Fuhrer       | Velocette | + 1 Vuelta      |        |
| 10   | Werner Gerber     | AJS       | + 1 Vuelta      |        |
| 11   | Willy Lips        | Norton    | + 1 Vuelta      |        |
| 12   | Kurt Knopf        | AJS       | + 1 Vuelta      |        |
| 13   | Max Forster       | Velocette | + 1 Vuelta      |        |
| 14   | Bill Beevers      | Norton    | + 1 Vuelta      |        |
| 15   | Massimo Fontanesi | AJS       | + 1 Vuelta      |        |
| 16   | Roland Schnell    | Horex     | + 2 Vueltas     |        |
| 17   | Werner Mazanec    | AJS       | + 2 Vueltas     |        |
| 18   | Leslie Harris     | Velocette | + 2 Vueltas     |        |
| 19   | Fritz Ellenberger | AJS       | + 2 Vueltas     |        |
| 20   | Edmund Laederach  | AJS       | + 3 Vueltas     |        |
| Ret  | Siegfried Wünsche | DKW       | Ret             |        |
| Ret  | August Wick       | AJS       | Ret             |        |
| Ret  | Josef Zuber       | Norton    | Ret             |        |
| Ret  | Bob Matthews      | Velocette | Ret             |        |
| Ret  | Bill Doran        | AJS       | Ret             |        |
| Ret  | Hans Baltisberger | AJS       | Ret             |        |
| Ret  | Sidney Mason      | Velocette | Ret             |        |

## Resultados 250cc
La Moto Guzzi Gambalunghino seguía siendo imbatible: Fergus Anderson y Enrico Lorenzetti se llevaron el primero y segundo puesto respectivamente, por delante de Les Graham, que compitió como piloto privado con una Benelli y quedó en tercer lugar.
| Pos. | Piloto            | Equipo     | Tiempo/Retirado | Puntos |
| ---- | ----------------- | ---------- | --------------- | ------ |
| 1    | Fergus Anderson   | Moto Guzzi | 57:23.0         | 8      |
| 2    | Enrico Lorenzetti | Moto Guzzi | +6.1            | 6      |
| 3    | Leslie Graham     | Benelli    | +24.7           | 4      |
| 4    | Alano Montanari   | Moto Guzzi | + 3'24"8        | 3      |
| 5    | Nino Grieco       | Parilla    | + 1 Vuelta      | 2      |
| 6    | Gotthilf Gehring  | Moto Guzzi | + 2 Vueltas     | 1      |
| 7    | Carlo Belotti     | Moto Guzzi | + 2 Vueltas     |        |
| 8    | Hermann Gablenz   | Horex      | + 2 Vueltas     |        |
| Ret  | Siegfried Wünsche | DKW        | Ret             |        |
| Ret  | Bruno Ruffo       | Moto Guzzi | Ret             |        |
| Ret  | Luigi Ciai        | Benelli    | Ret             |        |
| Ret  | Ewald Kluge       | DKW        | Ret             |        |
| Ret  | Georg Braun       | Parrilla   | Ret             |        |